# (I Can't) Forget About You
(I Can't) Forget About You  è una canzone del gruppo musicale pop rock statunitense R5, estratta come secondo singolo dall'album di debutto della band, Louder. È stato pubblicato il 25 dicembre 2013 nei formati fisico e download digitale.

## Accoglienza
(I Can't) Forget About You ha ottenuto critiche generalmente positive sia dal pubblico che dalla critica musicale. Quando Popstar Online ha postato il video sul proprio sito, ha affermato "È perfetto! La band si esibisce meravigliosamente e il video è favoloso e divertente, proprio come loro!". Fanlala ha detto parlando del video "Gli R5 hanno mostrato ai loro fan quale potrebbe essere uno dei video musicali più belli... di sempre!". Si è inoltre soffermata sulla scelta della band di girare il video a Tokyo, "Solo guardando lo scenario e la città... non ci sono domande sul perché gli R5 abbiano scelto di registrare il video di (I Can't) Forget About You in Giappone. Disneydreaming.com ha commentato il nuovo singolo dicendo "È super divertente, e ti invoglia davvero a vederlo dall'inizio alla fine!". 

## Video musicale
Il video musicale ufficiale del brano è stato pubblicato il 15 gennaio 2014 sul sito ufficiale degli R5 e sul canale YouTube della band. Esso è ambientato a Tokyo, in Giappone, e mostra i membri del gruppo mentre si risvegliano in varie parti della città - Rocky avvolto in un tappeto lungo una strada, Riker in una stanza d'albergo piena di ragazze, Rydel in una cassa di verdure, Ratliff sul sedile posteriore di un taxi e Ross in una panchina accanto a un uomo - e devono utilizzare gli indizi e le informazioni che vengono date loro dalle persone che incontrano per strada per ritrovare gli altri compagni. Nel frattempo la band suona (I Can't) Forget About You, un brano che parla di come non riescano a ricordare niente di loro stessi e di quello che era successo il giorno prima, ma riescono solo a ricordarsi l'un l'altro. Il video del singolo è stato registrato durante le vacanze del giorno del Ringraziamento nel 2013 ed è stato diretto da Thom Glunt.
È stata pubblicata anche una seconda versione del video, in esclusiva su Disney Channel, resa disponibile lo stesso giorno della versione ufficiale, dove si vede solamente la band che suona il brano, senza le scene ambientate a Tokyo.

## Altre versioni
Nel 2014 gli R5 hanno realizzato una versione live di (I Can't) Forget About You, contenuta nell'EP Live in London. Il brano e il relativo video dal vivo sono stati registrati durante un concerto alla The O2 Arena di Londra del Louder World Tour.

## Classifiche
| Classifica (2013)       | Posizione massima |
| ----------------------- | ----------------- |
| Indonesia (ASIRI)       | 15                |
| Stati Uniti (pop songs) | 47                |